# .ro
.ro – domena internetowa przypisana stronom internetowym z Rumunii. Została utworzona 26 lutego 1993. Zarządza nią Institutul Național de Cercetare-Dezvoltare În Informatică.